# Célibat sacerdotal dans l'Église catholique
 (juin 2022).
Si vous disposez d'ouvrages ou d'articles de référence ou si vous connaissez des sites web de qualité traitant du thème abordé ici, merci de compléter l'article en donnant les références utiles à sa vérifiabilité et en les liant à la section « Notes et références ».
Le célibat sacerdotal, dans l'Église catholique latine, est une règle selon laquelle seuls des hommes célibataires peuvent être ordonnés prêtres. Les Églises catholiques orientales n'imposent pas ce célibat.

## Présentation
Le célibat des prêtres constitue notamment le thème de l'encyclique Sacerdotalis caelibatus émise par Paul VI en 1967. Elle est affirmée et justifiée dans le Code de droit canonique de 1983 par le canon 277 : 
« Les clercs sont tenus par l'obligation de garder la continence parfaite et perpétuelle à cause du Royaume des Cieux, et sont donc astreints au célibat, don particulier de Dieu par lequel les ministres sacrés peuvent s'unir plus facilement au Christ avec un cœur sans partage et s'adonner plus librement au service de Dieu et des hommes. »

## Histoire

### La question du mariage des apôtres
Les apôtres étaient probablement mariés. Plusieurs versets du Nouveau Testament le suggèrent : « N'avons-nous pas le droit de mener avec nous une sœur qui soit notre femme, comme font les autres apôtres, et les frères du Seigneur, et Céphas? » (1 Co., 9, 5) ; « [...] la maison de Philippe l'évangéliste, qui était l'un des sept, nous logeâmes chez lui. Il avait quatre filles vierges qui prophétisaient » (Actes, 21, 8-9).
La Tradition rapporte toutefois que l’apôtre Jean est vierge, ayant été choisi par Jésus avant l'âge de se marier. L'apôtre Paul se déclare non marié dans la Première épître aux Corinthiens. Des spécialistes pensent que Paul est resté célibataire toute sa vie, d'autres qu'il était veuf ou divorcé. Clément d'Alexandrie attaque l'encratisme, un courant radical qui prône l'ascétisme, en prenant l'exemple des apôtres qui se sont mariés et ont eu des enfants. Les Pères de l'Église affirment tous que les apôtres ont pratiqué la continence parfaite après avoir suivi Jésus.

### De l’âge apostolique auIVesiècle
Le jésuite Christian Cochini a établi qu'un nombre important d'évêques, de prêtres et de diacres des quatre premiers siècles étaient mariés et avaient des enfants. Pour certains d'entre eux, il est précisé qu'ils vécurent dans la continence parfaite après leur ordination, pour d'autres il n'est pas possible de le savoir. Selon lui, « La liste nous montre qu'il n'existe aucun exemple de clerc marié dont on puisse affirmer qu'il a vécu maritalement avec son épouse après l'ordination en conformité avec une coutume reconnue ou une discipline officielle. Bien plus, les récits nous prouvent que certains vécurent dans la continence parfaite par soumission à une discipline bien établie, comme dans les Gaules ou en Italie. Dans d'autres cas, comme pour l'Arménie en communion avec Rome, on peut le supposer avec raison. ».
Dans les Philosophoumena attribués à Hippolyte de Rome, les accusations contre le pape Calixte confirment indirectement la discipline de continence des clercs.
Tertullien fait écho à plusieurs laïcs qui s'imposent la discipline de la continence, inspirés en cela par le monachisme et les exemples de vie ascétique. Jérôme de Stridon et Augustin d'Hippone en témoignent également au siècle suivant.

### DuIVesiècleauVIesiècle
En 313, l’Édit de Constantin met fin aux persécutions. Une ère nouvelle s’ouvre pour l’Église, qui peut sortir de l’ombre et s’organiser librement.
Plusieurs Pères de l’Église font état de la discipline de la continence parfaite. Cochini met en avant quatre personnalités : Épiphane de Salamine, Ambrosiaster, Ambroise de Milan et Saint Jérôme.
Saint Jérôme défend le célibat sacerdotal face à Jovinien et Vigilance qui y étaient opposés. Ceux-ci ont été ultérieurement vus comme des précurseurs du protestantisme.
Léon Bussy, pasteur protestant qui prendra parti pour Jovien et Vigilance, cite comme « chrétiens illustres » et toujours mariés Grégoire de Nysse, Grégoire l'Ancien et Synésios de Cyrène.
Plusieurs conciles locaux réunis entre le Ve et le VIIe siècle réaffirment le célibat sacerdotal, ce qui implique des manquements.

#### Le concile d’Elvire
Le concile d’Elvire se tient au début du IVe siècle, probablement aux alentours de 305. Il doit clarifier et raviver des domaines importants de la discipline de l’Église d’Espagne, abandonnés durant les persécutions. L’arrivée au pouvoir impérial de Constance Chlore, favorable aux chrétiens, permet la réunion de ce premier concile espagnol. Il est le plus ancien texte juridique sur le célibat qui ait été conservé.
« On est tombé d’accord sur l’interdiction totale faite aux évêques, aux prêtres et aux diacres, c’est-à-dire à tous les clercs employés au service de l’autel, d'avoir, de commercer avec leurs épouses et de procréer des enfants ; cependant, celui qui l’aura fait devra être exclu de l’état clérical. » (XXXIIIe canon)
Pour Funk, « Le synode d’Elvire de l’an 300 marque un tournant. Le canon 33 de ce synode impose en effet aux clercs supérieurs... une continence absolue, tandis qu'il avait été jusqu'alors permis de poursuivre la vie matrimoniale même après l'ordination si le mariage avait été contracté avant cette dernière ».

#### Le concile d'Arles
Le concile d'Arles de 314 proscrit dans son canon 29 les relations conjugales des prêtres et des diacres,.

#### Le concile de Nicée (325)
Premier concile œcuménique, le premier concile de Nicée a été réuni pour définir la doctrine christologique de l’Église et répondre ainsi à la doctrine arienne. La réunion de nombreux évêques fut aussi l’occasion de statuer une vingtaine de canons disciplinaires, parmi lesquels le troisième aborde le sujet du célibat.
Canon 3 : « Des femmes qui cohabitent avec des clercs »

« Le grand concile a défendu absolument aux évêques, aux prêtres et aux diacres, et en un mot à tous les membres du clergé d'avoir avec eux une femme « co-introduite », à moins que ce ne fût une mère, une sœur, une tante, ou enfin les seules personnes qui échappent à tout soupçon. »
Selon Socrate le Scolastique, l'évêque Paphnuce serait intervenu pour dissuader les pères d’interdire aux clercs d’avoir des relations conjugales avec leurs épouses. Certains historiens considèrent qu'il s'agit d'une invention. Elle n'est mentionnée que par Socrate le Scolastique vers l'an 440, sans mentionner de source. Le nom de Paphnuce n'apparaît nulle part dans les listes disponibles d'inscription au concile .

#### Conciles d'Ancyre et Néocésarée
Lors du synode d'Ancyre (en) et du synode de Néocésarée (en), au début du IVe siècle, il est décidé que les prêtres et les diacres ne doivent plus se marier après avoir été ordonnés.

#### Les décrétales du pape Sirice
Trois documents sont publiés par le pape Sirice au début de son pontificat :
- La décrétale Directa de 385, envoyée par le pape Sirice à l'évêque espagnol Himère, métropolitain de la Tarraconaise. Il rappelle à l’ordre le clergé espagnol.
- La décrétale Cum in unum de 386, envoyée par Sirice aux épiscopats de diverses provinces pour leur communiquer les décisions prises en janvier 386 à Rome par un concile de 80 évêques. Il rend compte des décisions prises lors d’un synode romain.
- La décrétale Dominus inter, en réponse à des questions posées par des évêques des Gaules.

Ces textes fondamentaux supposent naturelles et bien établies à la fois l’ordination d’hommes mariés et la discipline de la continence parfaite. Le principal argument qu’ils présentent pour condamner ceux qui ne se soumettent pas à cette dernière est la contradiction avec la tradition reçue des apôtres.
L'interprétation de 1 Tm 3, 2-12 et Tt 1, 6 (« que l'évêque, le presbyte ou le diacre, soit l’homme d'une seule femme ») par le pape Sirice est que la fidélité à une seule épouse dans le mariage est une garantie de chasteté dans le futur.

#### Le concile de Carthage de 390
Le deuxième canon du concile de Carthage de 390 aborde l'exigence de la continence des clercs :
« Epigone, évêque de Bulle la Royale, dit : Dans un concile antérieur, on a discuté de la règle de la continence et de la chasteté. Qu'on instruise donc (maintenant) avec plus de force les trois degrés qui, en vertu de leur consécration, sont tenus par la même obligation de chasteté, je veux dire l'évêque, le prêtre et le diacre, et qu'on leur enseigne de garder la pureté.
L'évêque Geneclius dit : Comme on l'a dit précédemment, il convient que les saints évêques et les prêtres de Dieu, ainsi que les lévites, c'est-à-dire ceux qui sont au service des sacrements divins, observent une continence parfaite, afin de pouvoir obtenir en toute simplicité ce qu'ils demandent à Dieu. Ce qu'enseignèrent les apôtres, et ce que l'Antiquité elle-même a observé, faisons en sorte, nous aussi, de le garder.

À l'unanimité, les évêques déclarent : Il nous plaît à tous que l'évêque, le prêtre et le diacre, gardiens de la pureté, s'abstiennent (du commerce conjugal) avec leur épouse, afin que gardent une chasteté parfaite ceux qui sont au service de l'autel. »
L’argumentation est d’ordre théologique et se fonde sur la nature et la mission des clercs, rendus intimement participants de la médiation du Christ par leur ordination. « L'Eucharistie est le fondement spécifique de la continence qui leur est demandée. La liturgie eucharistique fait de celui qui est au service des mystères divins un médiateur qui, de par son union intime avec l'unique Médiateur présente à Dieu les requêtes de ses frères humains. À ce titre, il doit s'assurer des conditions requises pour une prière d'intercession efficace. La chasteté parfaite, à l'imitation du Christ, lui est une garantie d'exaucement. ».

#### Le concile général de l’Église africaine (419)
Ce concile rassembla 217 évêques d’Afrique du Nord, dont Saint Augustin. Il promulgua de nouveau le deuxième canon du concile de Carthage, qui sera à cette occasion approuvé par Rome et inscrit dans le Codex canonum Ecclesiae africanae.

### Rôle des papes du Moyen Âge en Occident

#### Conciles
Les nombreux conciles (concile de Clermont de 535, conciles de Tolède) qui imposaient aux clercs mariés la continence perpétuelle, voyaient leurs décrets rapidement oubliés et peu appliqués, ce qui nécessitait des répétitions réitérant l'injonction du célibat, allant jusqu'au rabâchage.

#### Léon le Grand
Dans sa Lettre à l'évêque Rustique de Narbonne, le pape Léon le Grand déclare :
« La loi de continence est la même pour les ministres de l’autel (les diacres) que pour les évêques et les prêtres. Lorsqu’ils étaient encore laïcs ou lecteurs, ils pouvaient être autorisés à se marier et à procréer. Mais dès qu’ils atteignaient les degrés nommés ci-dessus, ce qui autrefois leur était permis cessait désormais de l’être. Pour que du mariage selon la chair naisse ainsi un mariage spirituel, il est nécessaire non pas qu’ils répudient leurs épouses, mais qu’ils les aient comme s'ils n’en avaient pas, afin que soit gardé l’amour conjugal mais que cesse en même temps l’usage du mariage »
Léon introduit l'expression de lex continentiae : les prêtres doivent vivre la continence avec leur femme, mais ne doivent pas les renvoyer.

#### Grégoire le Grand
En 1998, le cardinal Alfons-Maria Stickler écrit :
« Grégoire le Grand (590-604) atteste indirectement dans ses lettres que, pour l’essentiel, la continence cléricale était observée dans l’Église d’Occident. Il décréta que l’ordination au sous-diaconat était définitive et entraînait pour tous le devoir de continence. De plus, il s’employa à plusieurs reprises à interdire en toutes circonstances la cohabitation des clercs majeurs avec des femmes non autorisées à le faire, cette cohabitation devant donc être empêchée. Comme les anciennes épouses n’appartenaient pas, normalement, aux femmes autorisées, on a ici une interprétation remarquable du canon 3 correspondant de Nicée ».

### La réforme grégorienne
À partir de Léon IX (1049-1054), les papes entreprennent un grand mouvement de réforme, qui prendra le nom de « réforme grégorienne » et qui se poursuivra même après le pontificat de Grégoire VII (1073-1085).
Par un décret de 1074 du pape Grégoire VII, le mariage et le concubinage des prêtres sont interdits. La réforme grégorienne vise à éviter l'enrichissement des clercs mariés au profit de leur descendance. Au moment où le mariage chrétien s'impose comme un sacrement, le célibat sacerdotal permet de distinguer dans la société les laïcs mariés du clergé célibataire. À cette époque est mise en avant la vision théologique du mariage symbolique des clercs avec l'Église.

### Le concile «in Trullo» et le célibat sacerdotal en Orient

#### Déroulement et canons du concile «in Trullo»
D'après Christian Cochini, « Ces pages d'histoire nous aident à mieux comprendre pourquoi le concile Quinisexte s'ouvrit dans une certaine atmosphère d'hostilité vis-à-vis de Rome. S'il se propose de réformer les abus et les erreurs de son temps, le synode byzantin entend le faire à sa manière, prenant ses distances par rapport à l'Occident et affichant son désaccord avec certaines traditions latines. L'orthodoxie resta sauve, mais sur les questions de discipline cléricale et liturgique, les 215 Pères grecs, orientaux ou arméniens réunis « sous la Coupole » du Palais impérial (in Trullo) s'opposèrent sur plus d'un point à Rome ». Le pape Serge (687-701), syrien d'origine, déclara « préférer la mort » à la reconnaissance de « certains canons (qui) étaient contre l'ordre de l'Église ».
C’est le cas par exemple du treizième canon du concile in Trullo, qui établit la discipline orientale du célibat des clercs encore en vigueur en Orient : 
« Comme nous avons appris que dans l'Église de Rome il s'est établi comme règle qu'avant de recevoir l'ordination de diacre ou de prêtre, les candidats promettent publiquement de ne plus avoir de rapports avec leurs épouses ; nous, nous conformant à l'antique règle de la stricte observation et de la discipline apostolique, nous voulons que les mariages légitimes des hommes consacrés à Dieu restent en vigueur même à l'avenir, sans dissoudre le lien qui les unit à leurs épouses, ni les priver des rapports mutuels dans les temps convenables. De la sorte, si quelqu'un est jugé digne d'être ordonné sous-diacre ou diacre ou prêtre, que celui-là ne soit pas empêché d'avancer dans cette dignité parce qu'il a une épouse légitime, ni qu'on exige de lui de promettre au moment de son ordination, qu'il s'abstiendra des rapports légitimes avec sa propre épouse; car sans cela nous insulterions par-là au mariage institué par la loi de Dieu et béni par sa présence, alors que la voix de l'Évangile nous crie : « Que l'homme ne sépare pas ceux que Dieu a unis », et l'apôtre enseigne : « Que le mariage soit respecté par tous et le lit conjugal sans souillure » ; et encore : « Es-tu lié à une femme par les liens du mariage ? ne cherche pas à les rompre. ».
Nous savons d'autre part que les pères réunis à Carthage, par mesure de prévoyance pour la
gravité des mœurs des ministres de l'autel, ont décidé, "que les sous-diacres, qui touchent aux
saints mystères, les diacres et les prêtres aussi pour les mêmes raisons, s'abstiennent de leurs
femmes"; "ainsi nous garderons, nous aussi, ce qui fut transmis par les apôtres et observé de
toute antiquité, sachant qu'il y a un temps pour toute chose, surtout pour le jeûne et la prière; il
faut en effet que ceux qui s'approchent de l'autel, dans le temps où ils touchent aux choses
saintes soient continents en toute chose, afin qu'ils puissent obtenir ce qu'ils demandent en
toute simplicité à Dieu". Si donc quelqu'un, agissant contre les canons apostoliques, ose priver
un clerc des ordres sacrés, c'est-à-dire un prêtre ou un diacre ou un sous-diacre, des rapports
conjugaux et de la société de sa femme légitime, qu'il soit déposé; de même, « si un prêtre ou
un diacre renvoie sa femme sous prétexte de piété, qu'il soit excommunié, et s'il persiste,
déposé ». ».
Cependant, Orient comme Occident s’accordent à exiger la continence parfaite pour les évêques : le canon 12 du concile « in Trullo » interdit la cohabitation des évêques avec leurs ex-épouses.

#### Postérité en Orient
Depuis le concile « in Trullo », rien dans la discipline et la pratique du célibat n’a changé dans les Églises locales qui dépendent de l’obédience byzantine.
La règle mise en place, qui s'applique pour les fidèles comme pour le clergé, préconise un ou trois jours de continence avant la participation à l'eucharistie. Pour les Églises orientales unies à Rome, cette discipline décline particulièrement au XXe siècle, probablement en raison de l'influence latine de l'eucharistie quotidienne.
À partir du onzième siècle, se répand l'usage que les prêtres de paroisse doivent être mariés, les prêtres non mariés étant dans des monastères.

#### Importance du concile en Occident
Le concile « in Trullo » est considéré en Orient comme un concile œcuménique, en complément des deux conciles précédents. Le pape Serge (687-701) ne le reconnut pas. Les papes Adrien Ier, Jean VIII et Innocent III ainsi que Gratien le reconnurent, en notant toutefois le caractère propre de la discipline orientale.
La façon dont l'empereur byzantin Justinien II se fit reconnaître par le pape jeta le discrédit sur le concile lui-même. Bède le Vénérable le qualifia de synodus erratica. Au moment du schisme de 1054, le cardinal Humbert de Moyenmoutier rejette en bloc les canons du concile. Grégoire VII souhaitait cesser le schisme, ce qui a probablement eu pour conséquence leur étude par l'évêque Yves de Chartres, qui en accepte 17 canons au sein de sa Collectio Tripartita.
Gratien, en compilant tous les textes de droit canon du premier millénaire, prit en compte, sans esprit critique, la fable de Paphnuce comme étant un fait avéré. Son œuvre faisant référence, les canonistes crurent longtemps qu’elle fut la raison principale de l’obligation différente de continence du clergé dans l’Église orientale. « S’y ajoute le fait que le droit canon classique reconnaît l’entière validité pour l’Église d’Orient des décisions du concile « in Trullo », à Constantinople, qui fixa en 691 la discipline de la continence - différente de celle d’Occident - de l’Église byzantine et des obédiences qui devaient par la suite dépendre d’elle. »
En outre, « Rome autorisa même les communautés orientales unies à elle au cours des ans, à conserver leur tradition du célibat, bien que différente de la sienne. Mais non seulement on n’opposa aucun obstacle à celles de ces communautés qui désiraient revenir à la pratique latine de la continence complète, mais ce désir fut accueilli positivement et encouragé. Jusqu’à maintenant, la reconnaissance de cette discipline différente a été l’objet, de la part des autorités centrales romaines, d’une considération courtoise qui, cependant, ne peut guère être considérée comme une approbation officielle de la modification apportée à l’ancienne discipline de la continence. »
Innocent III utilise les canons du concile pour autoriser l'épiscopat du fils d'un prêtre grec, ce qui reconnaît implicitement la légitimité du mariage.
C'est au XVIe siècle que l'Église catholique accepte les prêtres mariés des Églises orientales.

#### Autres Églises orientales
L'Église perse décide à la fin du Ve siècle de ne plus imposer la continence des clercs, dans le but de régulariser les nombreuses situations de concubinage. Le texte implique que le célibat est la règle précédente.

### La Réforme, le concile de Trente et les séminaires
Le théologien réformateur Martin Luther, anciennement moine augustin, se marie en 1525 avec Catherine de Bore, anciennement moniale bénédictine cistercienne.
Le célibat sacerdotal est réaffirmé lors du concile de Trente. Il ne sera plus vraiment remis en cause jusqu'au concile Vatican II, à l'exception des mariages de la Révolution française.

### LeXXesiècle et le concile Vatican II
En République tchèque, le Vatican accepte de reconnaître les prêtres mariés sous la République socialiste tchécoslovaque.
En 1935, Pie XI publie Ad catholici sacerdotii, une réflexion sur la pureté sexuelle du prêtre, garante de sa sainteté.
En 1954, Pie XII publie Sacra virginitas pour défendre le célibat sacerdotal qu'il estime menacé.
Lors du concile Vatican II, Maxime IV Sayegh, primat de l'Église grecque-melkite-catholique qui compte des prêtres mariés, déclare : « En cas de besoin, ce n’est pas le sacerdoce qui doit être sacrifié au célibat, mais le célibat au sacerdoce ». Paul VI décide de couper court au débat en annonçant une encyclique sur le sujet après le concile. Presbyterium ordinis, un décret conciliaire, reconnaît à l'exemple des Églises catholiques orientales que la nature du sacerdoce n'impose pas de « continence parfaite et perpétuelle ». C'est également ce texte qui introduit l'idée du célibat comme un don.
En 1967, Paul VI publie Sacerdotalis caelibatus, qui défend le célibat sacerdotal mais permet aux clercs issus d'autres confessions de rester mariés lors de leur conversion.
Les évêques des Pays-Bas votent à une très large majorité, en 1970, l'abandon du célibat des prêtres. Paul VI convoque en 1971 un synode sur le sacerdoce qui réaffirme le célibat sacerdotal et rejette les propositions de viri probati mariés.
Jean-Paul II publie en 1992 Pastores dabo vobis, qui rappelle l'obligation de célibat des prêtres dans l'Église latine et souligne que « cette vocation doit se renouveler continuellement à l’aide de la prière et de l’effort ascétique ».
En 2005, lors du synode sur l'Eucharistie, un débat émerge sur la question des viri probati, avec notamment l'intervention des membres des Églises orientales rappelant l'existence du clergé marié dans leurs communautés.

## Débats

### Au sein de l'Église
En février 2022, le cardinal allemand Reinhard Marx n'associa pas les agressions sexuelles au sein de l'Église catholique au célibat des prêtres : « On ne peut pas le dire globalement. Mais ce mode de vie qui suppose une proximité entre des hommes attire aussi des gens qui ne sont pas adaptés (à la fonction), qui sont sexuellement immatures ». Il recommande néanmoins de laisser aux prêtres la possibilité de se marier.
Hans Küng s'oppose à l'exigence du célibat sacerdotal, faisant le lien avec les abus sexuels sur mineurs dans l'Église catholique.
Selon un sondage du Pew Research Center réalisé entre 2013 et 2014, 48 % des catholiques d'Amérique latine sont favorables à la possibilité pour les prêtres de se marier. Selon un sondage publié en 2018, ce nombre est de 63 % chez les catholiques d'Europe centrale et orientale.

### À l'extérieur de l'Église
Pour le magazine The Economist, la condition de célibat peut décourager, à l'exception des pédophiles qui le pratiquent déjà, ce qui peut expliquer des abus sexuels sur mineurs dans l'Église catholique. Les estimations donnent 6 à 9 % de personnes ayant des pulsions pédophiles chez les prêtres ou les moines ayant fait vœu de chasteté, contre 1 à 3 % dans la population d'hommes adultes.

## Formation au célibat sacerdotal
La sainteté et l’épanouissement des prêtres dans leurs ministères dépendent pour une part de la formation qu’ils ont reçue. Les formateurs doivent accompagner les séminaristes dans la découverte de leur vocation, pour qu’ils puissent la choisir en toute liberté et responsabilité.
« Les années de séminaire permettent aux futurs prêtres d’acquérir des éléments psychologiques, humains et spirituels nécessaires à une meilleure connaissance de soi, à une certaine lucidité sur leurs forces et leurs fragilités. Au cours de la formation, chacun fait librement le choix ou non d’accueillir le célibat comme le don de soi au sein du projet de vie que constitue le ministère de prêtre. ».
Pour une vie spirituelle authentique, le prêtre doit considérer et vivre le célibat non comme un élément isolé ou purement négatif, mais comme l'un des aspects d'une orientation positive, spécifique et caractéristique de sa personne. Laissant son père et sa mère, le prêtre suit Jésus le Bon Pasteur dans une communion apostolique, au service du « peuple de Dieu ». Le célibat doit donc être accueilli dans une décision libre et pleine d'amour, à renouveler continuellement.
« Aux jeunes on ne cachera aucune des réelles difficultés d’ordre personnel ou social que leur choix leur occasionnera, afin de purifier leur enthousiasme de ce qu’il aurait de superficiel et d’illusoire. Mais, en même temps que les difficultés, il sera juste de mettre en relief avec non moins de vérité et de netteté la grandeur et la noblesse du choix qu’ils s’apprêtent à faire : car s’il provoque dans la personne humaine un certain manque au plan physiologique et psychique, ce choix lui apporte d’un autre côté une plénitude intérieure capable de sublimer son être profond. »
« À mesure que les séminaristes développent leurs convictions et le sens de leur responsabilité dans le choix vocationnel, on doit les stimuler à aimer activement l'idéal et à vouloir vivre la chasteté parfaite sans concessions ou compromis indulgents, conscients que même d'un point de vue humain ils ne sont pas inférieurs aux autres. Chaque candidat doit se connaître soi-même, ses conditions physiques, psychiques, morales, religieuses, affectives, et mesurer pleinement sa capacité de répondre à l'appel divin avec une décision pesée, mûrie et responsable. Il doit avoir la pleine volonté libre de s'offrir totalement et sans cesse au Christ, Grand-Prêtre éternel, et à son Église. Il doit pouvoir et vouloir observer les commandements de Dieu et la discipline de l'Église. »
En pratique, dans les séminaires français, plusieurs sessions de formation abordent la sexualité, notamment sur le thème du célibat. Le futur prêtre est évalué sur son équilibre affectif, moral, psychologique et sexuel,.

## Exceptions et situation dans le monde

### Églises catholiques orientales

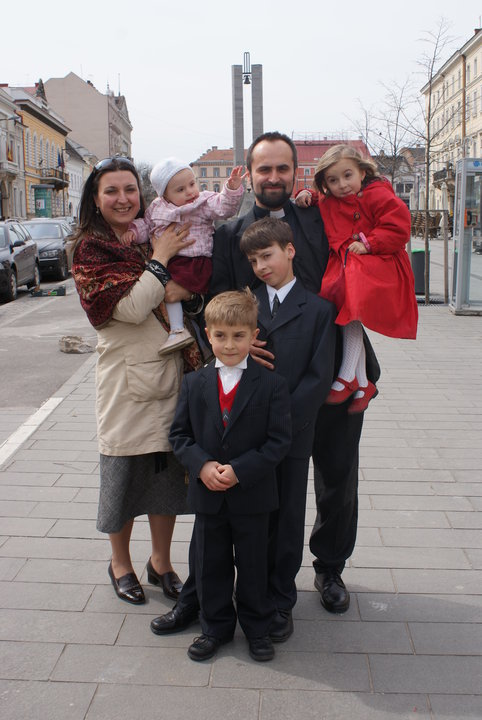
Un prêtre roumain d'une Église catholique orientale et sa famille.

Dans les Églises catholiques orientales, les hommes mariés peuvent accéder à la prêtrise, mais ne peuvent pas devenir évêques. De plus, un prêtre ne peut plus se marier après avoir été ordonné[réf. nécessaire].
Dans les années 1880, l'immigration aux États-Unis de catholiques orientaux comptant un clergé marié fut critiquée par les évêques catholiques latins. Cela conduisit à l'interdiction des prêtres mariés dans les « territoires » latins : Amérique, Australie ou Europe occidentale. Seuls des prêtres célibataires devaient être envoyés auprès de la diaspora.
Au XXIe siècle, la situation demande un changement, car les prêtres ne sont plus assez nombreux. En 2014, le pape François autorise les prêtres mariés des Églises orientales à être envoyés partout dans le monde. En 2019, un prêtre catholique marié de rite byzantin célébrait des messes dans des églises proches de Liège en Belgique. En 2024 le premier prêtre marié de l'Église chaldéenne est ordonné en France.

### Transferts et conversions

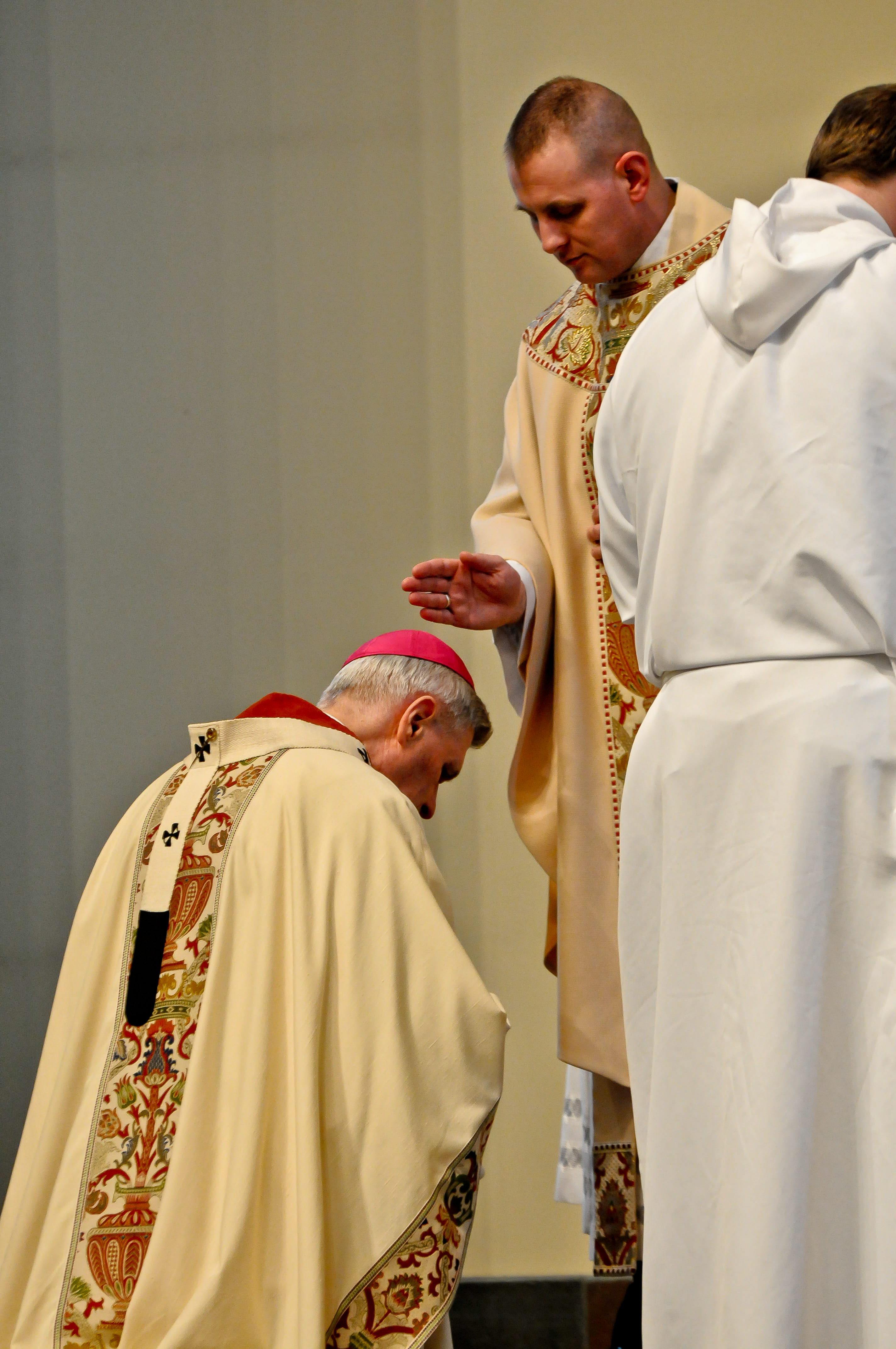
Bénédiction d'un archevêque par un prêtre qui est un anglican converti au catholicisme et restant marié.

Les prêtres anglicans et les pasteurs protestants qui se convertissent au catholicisme restent mariés s'ils le sont, car « Il n'appartient pas à l'homme de rompre ce que Dieu a uni », avec cependant l'impossibilité d'accéder au rang d'évêque, même s'ils l'avaient déjà.

### Dans le droit civil en France
Durant la Révolution française, une proclamation du 22 janvier 1793 du Conseil exécutif obligea le clergé à marier quiconque demandait le sacrement du mariage, y compris les prêtres. Des jugements de tribunaux obligèrent des curés à marier leurs confrères. Des évêques furent emprisonnés pour s'y être opposés. Le 19 juillet 1793, un décret punit de déportation les évêques qui commettaient ce délit.

### Histoire
- Christian Cochini, Origines apostoliques du célibat sacerdotal. Ed. Lethielleux (collection Le Sycomore), Paris, 1981, réimpression Ad Solem, 2006,  (ISBN 978-2-88482094-3) Trad. ang. : The apostolic originis of priestly celibacy, Ignatius Press San Francisco, 1990.
- Christian Cochini, Ce que les apôtres ont enseigné, 1996
- Christian Cochini, Le célibat sacerdotal dans la tradition de la primitive Église, conférence donnée en 1993.
- Christian Cochini, Le célibat ecclésiastique dans la doctrine et l’Histoire de l’Église, conférence donnée en février 2002 à l’Institut Sacrum ministerium.
- Henri Crouzel, « Une nouvelle étude sur les origines du célibat ecclésiastique », 1982, tome 83, no 4, p. 293-297 (lire en ligne)
- A.-M. Stickler, Le célibat des clercs, Téqui, 1993
- I. Coppens, Sacerdoce et célibat, Bibliotheca Ephemeridum Theol. Lovanien, 1972
- Roger Gryson, Les origines du célibat ecclésiastique, Duculot, 1970
- (it) F. Liotta, la Continenza dei Chierici nel pensiero canonistico classico,Giuffrè, Milano, 1971
- (en) Roman Cholij, Clerical Celibacy in East and West, Flowler Wright Books, Leominster, 1988

### Magistère

#### Documents conciliaires
- Concile Vatican II, Presbyterorum Ordinis, no 16
- Concile Vatican II, Optatam Totius, no 10

#### Documents pontificaux
- Pie XI, Ad catholici sacerdotii, 1935 (DC 143)
- Pie XII, Sacra virginitas, 1954
- Jean XXIII, Sacerdotii nostri primordia, 1959 (DC 1031)
- Paul VI, Sacerdotalis coelibatus, 1967 (DC 1249)
- Jean-Paul II, Pastores Dabo Vobis, 1992, no 29, 44, 49-50.

#### Documents de la Curie Romaine
- Directoire pour le ministère et la vie des prêtres, Congr. pour le Clergé, Centurion, 1994, no 57-60
- Ratio fundamentalis Institutionis Sacerdotalis, Congr. pour l’éducation catholique, 1970, no 48
- Orientation sur l’éducation au célibat sacerdotal, Congr. pour l’éducation catholique, 1974

### Essais
- Edward Schillebeeckx, Autour du célibat du prêtre, Le Cerf, 1967.